# Granma (journal)
Pour les articles homonymes, voir Granma.
Granma est le quotidien du Parti communiste cubain de 8 pages, sauf le vendredi, 16 pages, et est tiré à 450 000 exemplaires. Il paraît du lundi au samedi. Il est également diffusé gratuitement sur son site internet.
Le quotidien tire son nom du yacht du même nom, qui fut utilisé par Fidel Castro et 81 autres rebelles pour aller à Cuba en 1956 et lancer la révolution cubaine.

## Contexte
En 1958, la presse offre 58 quotidiens et 129 magazines,sous le régime castriste deux quotidiens Granma et Juventud Rebelde sont diffusés.

## Histoire
La première édition de Granma fut lancée le 4 octobre 1965. Le journal résulte de la fusion de deux quotidiens nationaux : Revolución (créé en 1959), organe officiel du Mouvement du 26 Juillet ; et le Noticias de Hoy (lancé en 1938), organe officiel du Parti socialiste populaire.
En 2019, pour pallier le manque de papier dans l’île la pagination du journal est réduite.

## Éditions
Le journal est publié quotidiennement et est très lu à Cuba. Plusieurs éditions internationales sont également diffusées chaque semaine, en anglais, espagnol, français et portugais. 
On retrouve régulièrement, dans les colonnes du journal :
- Les discours de Raúl Castro et d'autres membres du Gouvernement, ainsi que les Réflexions de Fidel.
- Les déclarations officielles du Gouvernement cubain.
- Des saynètes évoquant l'histoire révolutionnaire de l'île, du XIXe au XXIe siècle.
- Les informations en Amérique latine et dans le domaine de la politique internationale.
- Des rubriques sur l'industrie, l'agriculture, les sciences, les arts, et les sports à Cuba.
- Les programmes télévisés du jour.

## Trafic de papier
Dans les années 1980, ce journal a bénéficié du détournement de 200 tonnes de papier par mois dérobé en France par le Syndicat général du livre et de la communication écrite CGT.